# Sebastián Athié

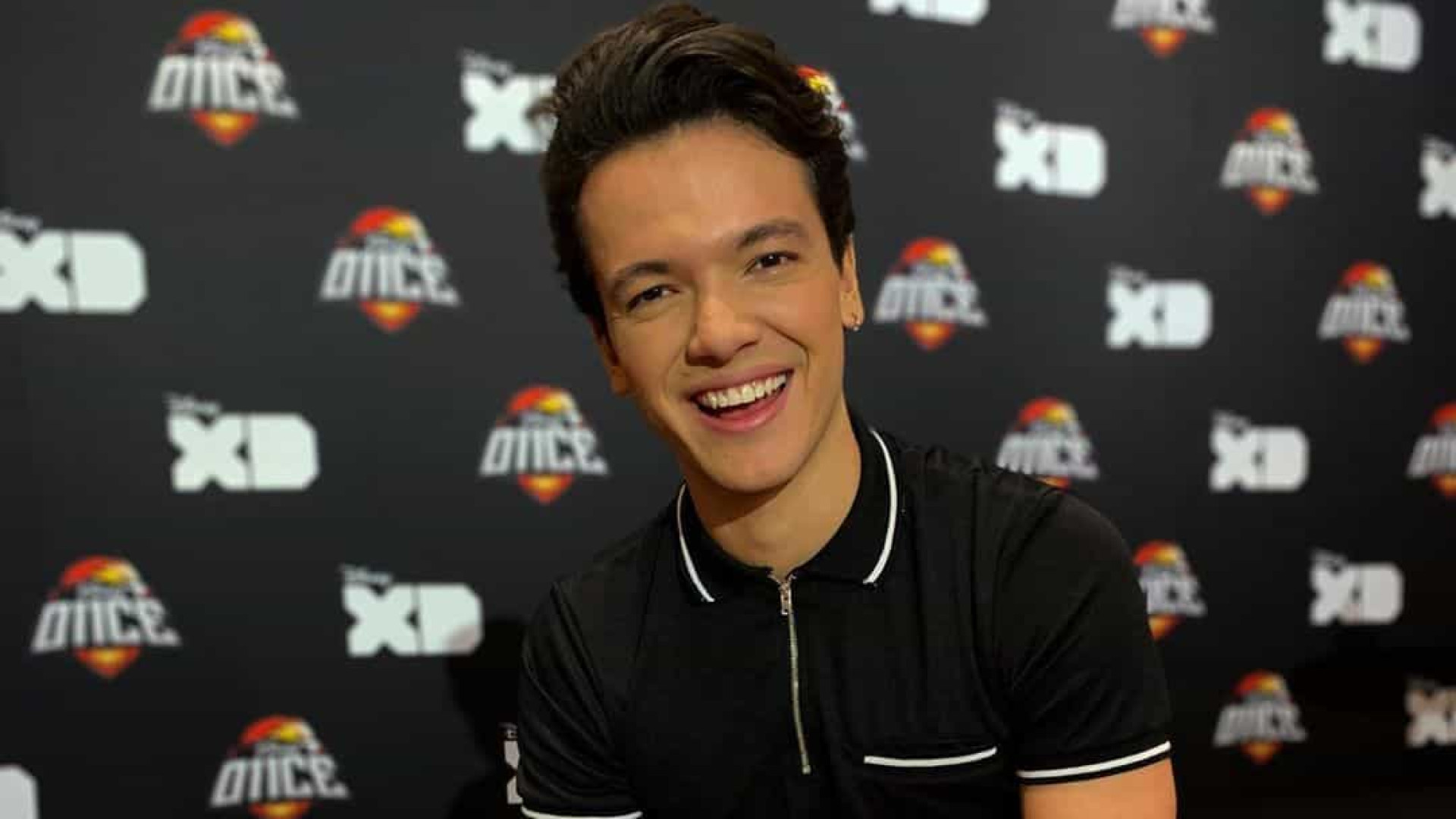
Sebastián Athié

Sebastián Athié (* 26. Juli 1995 in Santiago de Querétaro, Bundesstaat Querétaro, Mexiko; † 4. Juli 2020 in Buenos Aires, Argentinien) war ein mexikanischer Fernsehschauspieler und Sänger.

## Leben und Karriere
Seine Karriere begann 2014, als er mit einer Serie bei Disney Channel Mexiko anfing. 2018 begann er mit dem Singen und sang während eines Freundschaftsspiel zwischen Mexiko und Argentinien die mexikanische Nationalhymne. Es folgten einige Musiksingles.
Bekannt und beliebt in Lateinamerika wurde er aber durch die argentinische Fußballserie „11“, in der er von 2017 bis 2019 mitspielte und ihn auf dem ganzen Teilkontinent bekannt machte.
Athié unterstützte die Black-Lives-Matter-Bewegung und prägte den Satz: „Die Leute wachen auf und die Gegner haben Angst, sie wissen schon warum.“
Am 4. Juli 2020 brach er mit einem Herzinfarkt tot zusammen, obwohl er als völlig gesund eingeschätzt wurde. Er hatte währenddessen Fitness und Sport betrieben.

## Filmographie
- 2014–2015: La Rosa de Guadelupe
- 2017–2019: 11

## Musiksingles (Auswahl)
- Hasta que vuelvas, 2018.
- Enloqueciendo, 2019.
- Juega con el corazón, 2019.